# Герман Ран
Герман Ран (нім. Hermann Rahn; 14 жовтня 1918, Вормс — 19 березня 1943, Балтійське море) — німецький офіцер-підводник, оберлейтенант-цур-зее крігсмаріне.

## Біографія
1 жовтня 1938 року вступив на флот. Того ж дня на флот вступив його молодший брат Вольфганг Ран. З 10 листопада 1942 року — командир підводного човна U-5. 19 березня 1943 року човен затонув на захід від Піллау через аварію при зануренні. 5 членів екіпажу були врятовані, 21 (включаючи Рана) загинули.

## Звання
- Кандидат в офіцери (1 жовтня 1938)
- Морський кадет (1 липня 1939)
- Фенріх-цур-зее (1 грудня 1939)
- Оберфенріх-цур-зее (1 серпня 1940)
- Лейтенант-цур-зее (1 квітня 1941)
- Оберлейтенант-цур-зее (1 січня 1943)